# Teocuitatlán de Corona
Teocuitatlán de Corona è un comune del Messico, situato nello stato di Jalisco.